# Ruský toy
Ruský toy (rusky Русский той, někdy uváděn jako toychik či ruský toy teriér) je velmi malé plemeno psa původem z Ruska. Vyskytuje se ve dvou variantách; dlouhosrsté a hladkosrsté. Zatímco hladkosrstí byli dříve známí jako ruští toy teriéři, dlouhosrstým se přezdívalo moskevští dlouhosrstí toy teriéři. Roku 1988 byly obě varianty spojeny pod jeden název, který získal dnešní podobu až v roce 2006, kdy bylo plemeno přidáno na seznam psích plemen vedený Mezinárodní kynologickou federací. Až do 90. let 20. století byla tato rasa mimo Rusko poměrně neznámá, nicméně v současné době chov probíhá i v Česku.

## Původ plemene

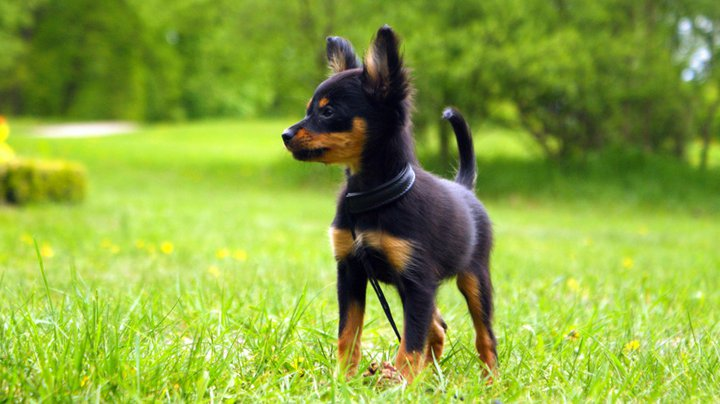
Čtyřměsíční štěně ruského toye

Na počátku 20. století byl jedním z nejoblíbenějších psích plemen v Rusku anglický toy teriér. Mezi lety 1920–1950 byl jejich chov téměř zastaven a počet jedinců se dostal na kritickou úroveň. Začátkem 2. poloviny 20. století se ruští chovatelé pokoušeli plemeno obnovit. Takto vyvinutá štěňata se vzhledově navzájem poměrně dost lišila, rozhodně nešlo o čistokrevné anglické toy teriéry. Zlom nastal 2. října 1958, kdy se v Moskvě narodila dvěma anglickým toy teriérům tři štěňata, z nichž dvě byla hladkosrstá a jedno dlouhosrsté, černé se žlutými znaky. Mělo být utraceno, ale chovateli se zjevně zalíbilo. Věnoval jej Jevgenii Fominičně Žarové, pejsek dostal jméno Čikki a dokonce se zúčastnil psí výstavy. Pro svůj neotřelý vzhled byl velmi obdivovaný a jeho majitelka se rozhodla zachovat takovýto profil v jeho rodové linii i dál. Hledala mu typově podobné feny a vzhled Čikkiho tak získávala další štěňata.
V roce 1966 byl dlouhosrsté variantě uznán první standard, který platí víceméně dodnes. Později, v roce 1988, došlo k již zmiňovanému spojení hladkosrsté a dlouhosrsté varianty a na počátku 21. století došlo ke zjednodušení názvu. Od té doby hovoříme o této psí rase právě jako o ruském toyi.

## Vzhled

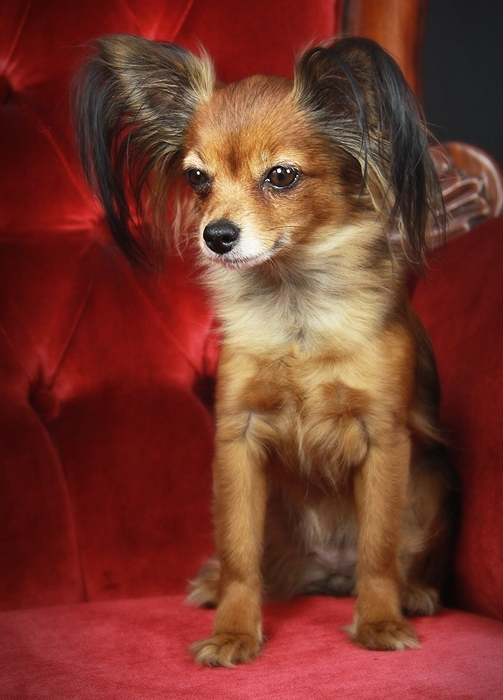
Standardní dospělá dlouhosrstá fena plemene ruský toy

Ruský toy má jemnou kostru a slabé svalstvo. Působí křehkým a elegantním dojmem. Není u něj příliš patrný pohlavní dimorfismus. Ideální výška v kohoutku je pro psy i feny 24 cm. Standardem plemene je tolerováno +- 5 cm výšky. Hmotnost se u psů i fen pohybuje ideálně do 3 kg.
U hladkosrstých by srst měla být lesklá, bez lysin a podsady a měla by těsně přiléhat. Dlouhosrstí by měli mít srst 3 až 5 cm dlouhou, mírně zvlněnou či rovnou. Na nohou srst tvoří dlouhé praporce, zatímco na hlavě je znatelně kratší. Na tlapkách srst překrývá drápky, na uších tvoří výrazné závěsy překryvající špičky uší a na ocase dlouhá srst vytváří praporec. Barva srsti bývá černá, hnědá, modrá nebo lila (isabela) s pálením. Možné je i zbarvení červené různé sytosti a červené s překrytím černé, hnědé, modré nebo lila. Jsou preferovány tmavší syté odstíny.

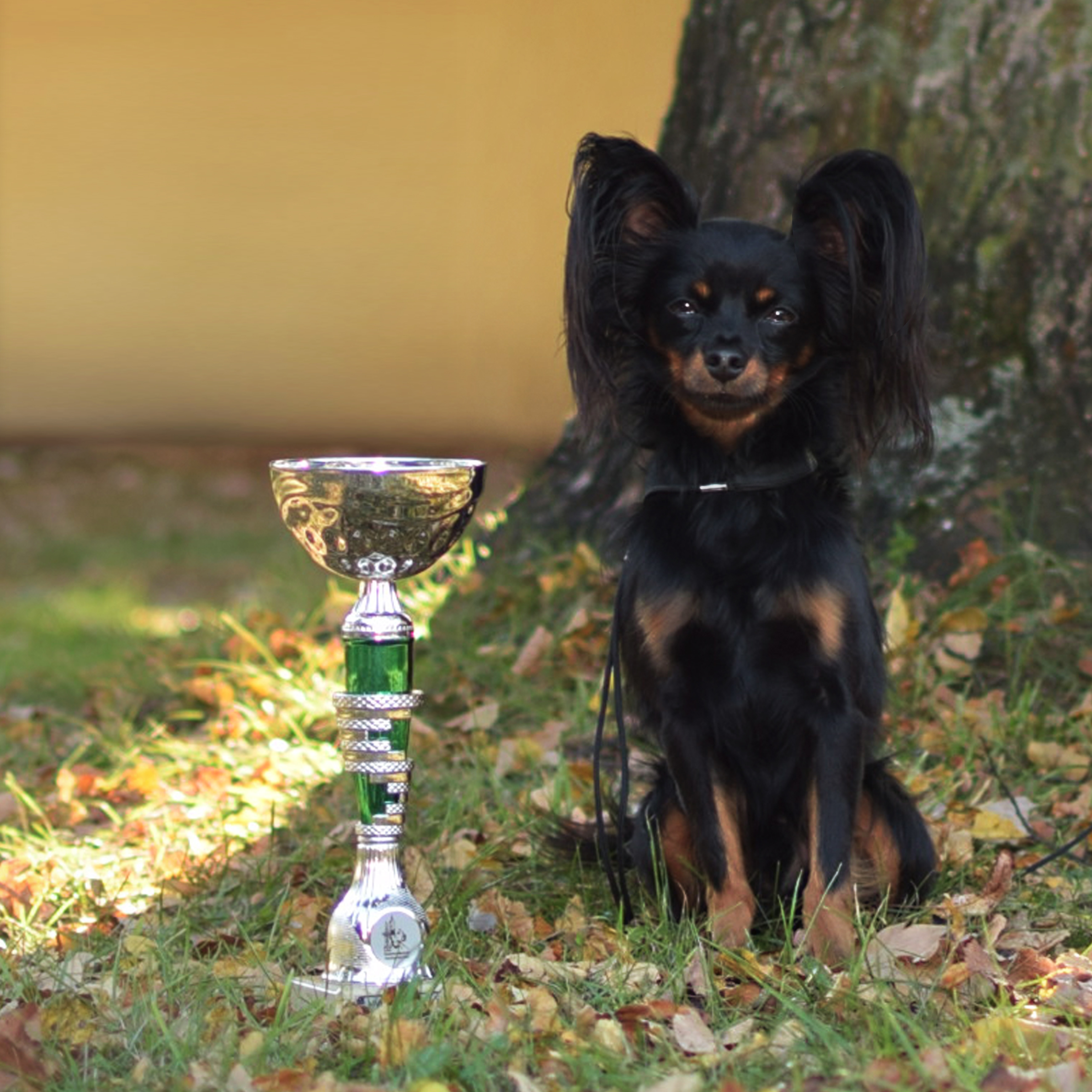
Standardní dospělý dlouhosrstý pes plemene ruský toy

Ruský toy má vysokou lebku, štíhlou tlamu a malé zuby. Jeho oči jsou kulaté, tmavé a poměrně velké. Bývají daleko od sebe a hledí vpřed. Víčka má malá, buď černá, nebo v barvě srsti. Uši jsou velké, tenké a přímo vztyčené. Horní linie trupu rovnoměrně spadá od kohoutku ke špičce ocasu. Má silný a rovný hřbet, oválný hrudní koš a vtažené břicho. Končetiny jsou rovné, jemné, zadní bývají mírně širší než přední. Tlapky směřují rovně, drápky a polštářky jsou tmavé nebo odpovídají zbarvení srsti. Ocas je nesený vysoko má zahnutý, šavlovitý tvar.

## Povaha
Ruský toy většinou velmi silně přilne ke svému majiteli a hlídá jej na každém kroku. K cizím lidem může být zpočátku nedůvěřivý. Nebývá agresivní, ale je pozorným hlídačem a na příchozí zpravidla upozorní svým štěkotem. Dobře se snáší s dětmi, ačkoliv nemusí strpět bouřlivé hry malých dětí. Většinou mu nedělá problém ani soužití s jinými domácími zvířaty.

## Péče

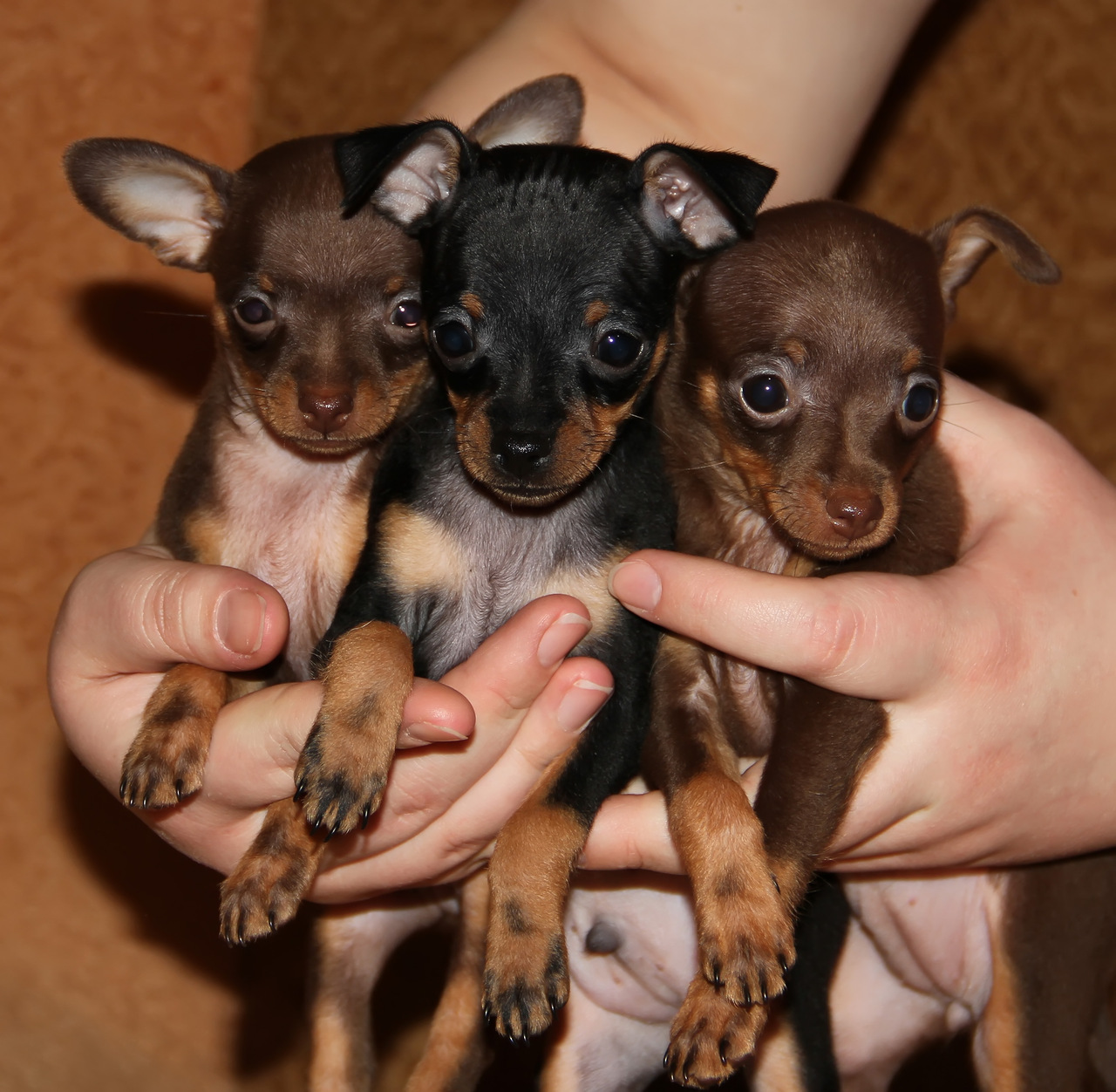
Trojice hladkosrstých štěňat

### Hygiena
Ruský toy není příliš náročné plemeno. Co se týče srsti, hladkosrstá varianta téměř nelíná, dlouhosrstým stačí srst jednou až dvakrát týdně pročesat. Je nutné pravidelné zastřihování drápků. Pravidelné mytí nutné není, stačí psa vykoupat, když se ušpiní.

### Zdraví
U malých plemen obecně je riziko výskytu zubního kamene, proto je vhodné chrup hlídat a popřípadě přidat do vody či krmiva přípravek na potlačení tohoto jevu. Někdy se u ruských toyů může vyskytnout luxace paty, vykloubení čéšky, které způsobuje vyskakování kolena. Při větším stupni postižení je nutná operace, většinou ale k takové komplikaci nedochází. K jiným onemocněním nemá ruský toy velké sklony.

### Umístění
Díky své velikosti se hodí i do malého bytu, naopak pro venkovní pobyt vhodný není. Uvnitř domu stačí pelíšek, ideálně umístěný tam, kde se členové domácnosti často sdružují. Zejména hladkosrstá varianta je v zimních měsících náchylná k prochladnutí. Je vhodné psovi pořídit funkční obleček. Na druhou stranu místo původu tohoto plemene je poměrně chladné, tudíž není vyloženě zimomřivý. Ruský toy je aktivní pes, proto je třeba dát mu příležitost se vydovádět. Je sice malý, ale zvládne i delší túry. Hodí se také pro agility, dokáže být opravdu rychlý a mrštný. Zvládá i učení různých psích triků a „dog dancing“, protože je vnímavý a snadno chápe, co po něm páníček chce.

### Krmivo
Nejčastější forma výživy je granulemi. V tom případě jsou nejlepší granule s vyšším obsahem masa a nižším obilovin (nebo úplně bez obilovin). Používány jsou speciální granule pro malá plemena. Je třeba rozlišovat krmivo pro štěňata, dospělé i staré psy.

## Zajímavosti
Ruský toy patřil ještě do nedávné doby k neuznaným plemenům FCI a nesl také název moskevský toy teriér. V roce 2006 došlo k  jeho prozatímnímu uznání Mezinárodní kynologickou federací a změně oficiálního názvu Ruský toy. Od roku 2017 se plemeno dočkalo plného uznání FCI a je zařazeno do IX. skupiny FCI mezi společenská plemena.
V České republice není tolik rozšířeným plemenem, potkat jej můžete převážně na výstavách, kde si ho ovšem můžete snadno splést s jinými trpasličími plemeny. V ČR se ročně odchová asi 50 štěňat.

## Podobná plemena

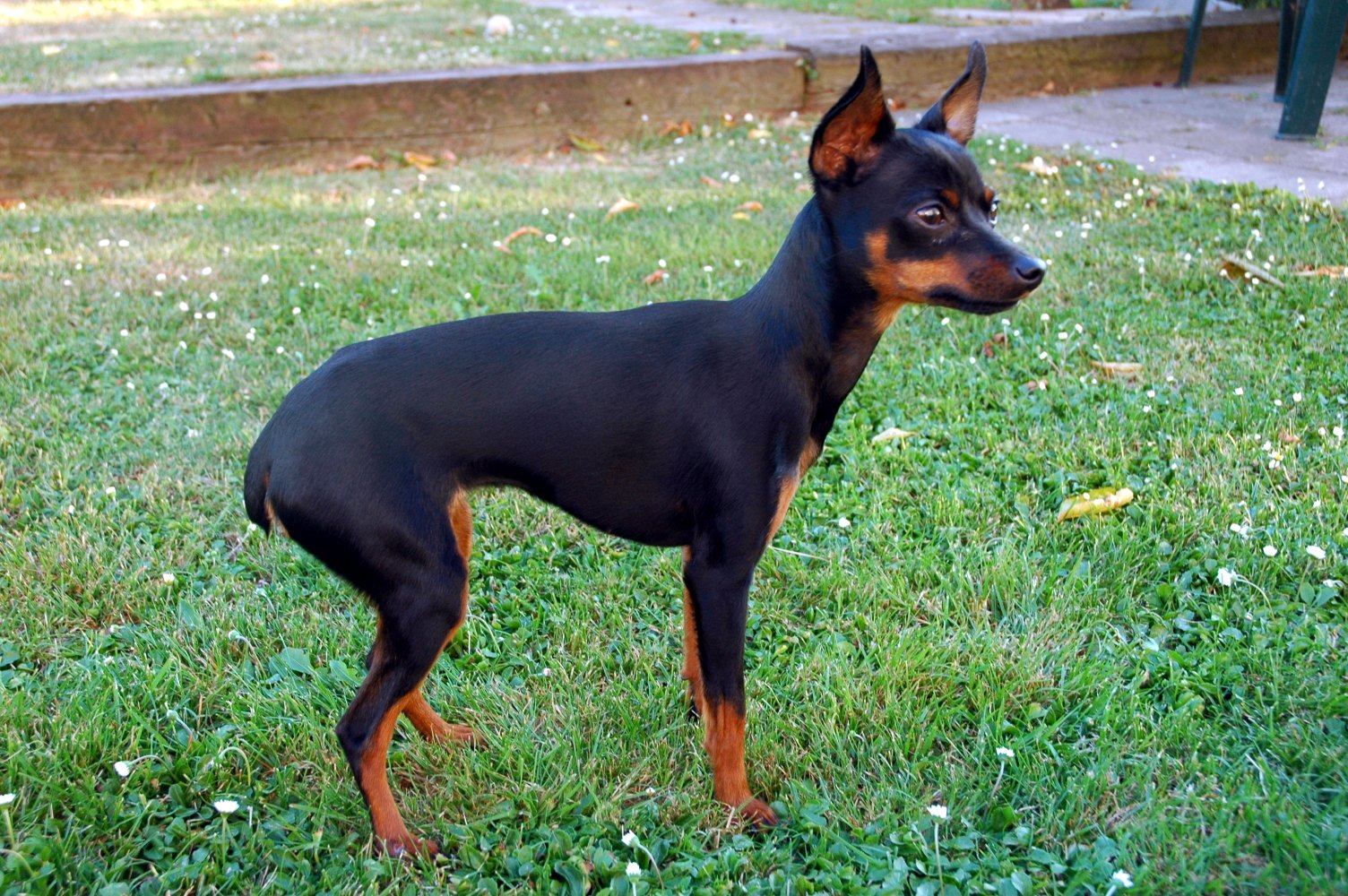
Dospělý pražský krysařík

### Pražský krysařík
Nejčastější záměna ruského toye bývá právě s tímto plemenem. Mají velmi podobnou stavbu těla a oba se rovněž vyskytují v hladkosrsté i dlouhosrsté variantě. Liší se zbarvením, povolená je kromě barev stejných s ruským toyem i jednobarevná červená a žlutá, lila s pálením a tzv. merle zbarvení. Krysařík má také na rozdíl od toye hruškovitý tvar hlavy.

### Anglický toy teriér
Jedná se právě o to plemeno, ze kterého byl ruský toy vyvinut. Liší se tvarem uší, ty připomínají plamen svíčky.

### Malý kontinentální španěl
Známý je také pod názvem papillon. Má delší srst. Liší se i zbarvením, je pro něj povoleno jakékoliv zbarvení na bílém základu, kdežto pro ruského toye je bílý základ srsti závadou, která jej vylučuje např. z účasti na psích výstavách. Papillon je rozdělen do dvou velikostních skupin, první od 1,5 do 2,5 kg, druhá od 2,5 kg do 5 kg. Ruský toy by tedy odpovídal první skupině.